# Pidhorivka, Starobilsk
Pidhorivka (în ucraineană Підгорівка) este o comună în raionul Starobilsk, regiunea Luhansk, Ucraina, formată numai din satul de reședință.

## Demografie
Componența lingvistică a comunei Pidhorivka
     Ucraineană (90,31%)
     Rusă (9,17%)
     Alte limbi (0,4%)
Conform recensământului din 2001, majoritatea populației comunei Pidhorivka era vorbitoare de ucraineană (90,31%), existând în minoritate și vorbitori de rusă (9,17%).